# Harlan Lattimore
Harlan Lattimore (Cincinnati, 25 november 1908 - juli 1980) was een Amerikaanse Afro-Amerikaanse jazzzanger, die door zijn zangstijl en het timbre van zijn (bariton-)stem bekendstond als de "Colored Bing Crosby" ("Gekleurde Bing Crosby). Hij zong onder meer bij het orkest van Don Redman. Hij was een voorbeeld voor latere zangers als Nat King Cole en Billy Eckstine.
Lattimore kreeg bekendheid bij het radiostation WLW in zijn geboorteplaats, waar hij zichzelf begeleidde op gitaar. In 1932 zong hij, in New York, bij de band van Fletcher Henderson, met wie hij enkele opnames maakte. Kort daarna werd hij aangenomen door Don Redman, bij wie hij de rest van de jaren dertig regelmatig zou zingen. Hij nam met Redman zo'n twintig plaatkanten op, waarvan enkele uitkwamen onder de naam Harlan Lattimore and the Connie's Inn Orchestra, genoemd naar de beroemde club waar Redman indertijd optrad. Twee van die songs hadden te maken met drugs ("Chant of the Weed" en "The Reefer man") en lagen niet ver af van een interessegebied van de zanger. Lattimore is met Redman's orkest te zien in een korte film die Vitaphone in 1933 maakte.
Naast zijn werk bij Redman maakte hij opnames met andere populaire ('blanke') studio-groepen en dansorkesten, waaronder die van Abe Lyman, Isham Jones en Victor Young. Ook werd hij uitgenodigd om te zingen op dansplaten die werden opgenomen en uitgebracht door labels als Melotone en Oriole.
Lattimore had drugsproblemen en rond het midden van de jaren dertig werd zijn gedrag steeds meer onvoorspelbaar en problematisch. Zijn laatste opnames met Redman dateren uit 1936. Rond 1937 bracht hij enige tijd in de gevangenis door. Na de Tweede Wereldoorlog was Lattimore niet meer actief in de muziekwereld en op een poging tot een comeback na, eind jaren veertig, verdween Lattimore volledig in de anonimiteit.

## Discografie (selectie)
met Fletcher Henderson:
- Indispensable Fletcher Henderson (1927-1936), vol. 5 en 6, RCA, 1995

met Don Redman:
- 1931-1933, Classics Jazz, 1990
- 1933-1936, Classics Jazz, 1990